# Аделин (Житомирская область)
Аделин (Адолин, укр. Аделін, Адолін, пол. Adolin) — упраздненная немецкая колония Токаревского сельского совета Ярунского района Житомирской области.
Лютеранское поселение в 25 км юго-западнее города Новоград-Волынский. Лютеранский приход — Новоград-Волынский.

## Население
В конце 19 века численность населения составляла 123 жителя, домов — 18, в 1906 году — 20 дворов и 116 жителей, в 1910 году — 55 жителей, в 1923 году — 20 дворов и 126 жителей, в 1924 году — 34 двора и 175 жителей (с преобладанием населения немецкой национальности), в 1926 году — 186 человек и 40 дворов.
После голода 1932—33 годов в колонии жителей не осталось.

## История
В конце 19 века — колония Жолобенской волости Новоград-Волынского уезда Волынской губернии, в 18 верстах от центра уезда, г. Новоград-Волынский.
В 1906 году колония входила в состав Жолобенской волости (1-го стана) Новоград-Волынского уезда Волынской губернии. Расстояние до уездного центра, г. Новограда-Волынского, составляло 18 верст, до волостной управы в с. Желобное — 4 версты. Почтовое отделение — Новоград-Волынский.
В 1923 году колония вошла в состав вновь созданного Токаревского сельского совета, который от 7 марта 1923 года включен в состав новообразованного Пищевского (впоследствии — Ярунский) района Житомирского (впоследствии — Волынский) округа. Размещалась в 9 верстах от районного центра, с. Пищов, и 2,5 версты от центра сельского совета, с. Токарев.
По состоянию на 1 октября 1941 года не состояла на учёте населенных пунктов.